# Пельвіоперитоніт
Пельвіоперитоніт, тазовий перитоніт — запалення очеревини малого таза.

## Симптоми, перебіг
Гострий перебіг захворювання характеризується раптовим, сильним болем в низу живота, нудотою, блюванням, здуттям живота, затримкою калу та газів, підвищенням температури, частим пульсом.
Язик сухий, обкладений білим нальотом.
При пальпації живота відмічається напруження м'язів передньої черевної стінки у нижньому відділі, позитивний симптом Блюмберга-Щоткіна.
У крові підвищені ШОЕ, лейкоцитоз, зсув білої формули крові вліво.
При хронічному (підгострому) перебігу (наприклад, туберкульозний пельвіоперитоніт, сифілітичний та інші) клінічні прояви нечіткі, чіткі симптоми сумнівні або навіть відсутні. Сам перебіг має ремітуючий характер. Це часто ускладнює діагностику.
Може відбутися скупчення гною або крові у дугласовому просторі. Абсцес може довільно відкритися у вагіну або пряму кишку.
Велике значення має дослідження вагіни, при якому відмічається випячування заднього склепіння ексудатом. Хворі на пельвіоперитоніт потребують особливого спостереження в зв'язку з можливістю переходу пельвіоперитоніту в розлитий перитоніт, який потребує екстреної операції.